# Мурадов, Оразберды Мурадович
Оразберды Мурадович Мурадов (туркм. Orazberdi Myradowiç Myradow; 26 апреля 1993, Ашхабад) — туркменский футболист, полузащитник клуба «Аркадаг».

## Карьера
Воспитанник СДЮШОР города Ашхабада — СК «Олимп», первые тренеры Р. А. Дошельянц и Аман Кочумов. С 2010 по 2013 год был игроком резервной команды «Минск».
В 2014 году вернулся в Туркменистан, став игроком ашхабадского МТТУ, первый гол за новый клуб в рамках Чемпионата Туркменистана забил 22 августа 2014 года, в игре против «Алтын Асыра». В сентябре 2014 года дебютировал в Кубке президента АФК. Летом 2016 перешёл в столичный «Ашхабад». В 2016 году им интересовалась испанская Гранада.
В 2018 году вместе с ФК Ахал принимал участие в Кубке АФК, 5 матчей.
В 2022 году занял третье место в составе футбольного клуба Мерв. После чего перешел в футбольный клуб Аркадаг, где выступает по сегодняшний день.

## Сборная
Имеет опыт выступлений за молодежную сборную Туркменистана. Участвовал в Кубке Содружества 2012.
2008 год принимал участие в Кубке Азии финальная часть U-16 Uzbekistan 2008
Играл в Олимпийской сборной Туркменистана.

## Достижения
- Командные:
- МТТУ
  - Победитель Кубка президента АФК: 2014
- Футбольный клуб «Ахал»
  - Обладатель Кубка Туркменистана-2017
  - Серебряный призер Чемпионата Туркменистана 2017
  - ФК Мерв  Бронзовый призер Чемпионата Туркменистана - 2022